# María Elena Sarría
María Elena Sarría Díaz (Cienfuegos, 14 settembre 1954) è un'ex pesista cubana.

## Palmarès
| Anno | Manifestazione      | Sede              | Evento         | Risultato | Misura  | Note                           |
| ---- | ------------------- | ----------------- | -------------- | --------- | ------- | ------------------------------ |
| 1975 | Giochi panamericani | Città del Messico | Getto del peso | Oro       | 18,03 m | Record dei Giochi Panamericani |
| 1976 | Olimpiadi           | Montréal          | Getto del peso | 11ª       | 16,31 m |                                |
| 1979 | Giochi panamericani | San Juan          | Getto del peso | Oro       | 18,81 m | Record dei Giochi Panamericani |
| 1980 | Olimpiadi           | Mosca             | Getto del peso | 9ª        | 19,37 m |                                |
| 1983 | Mondiali            | Helsinki          | Getto del peso | 8ª        | 19,47 m |                                |
| 1983 | Giochi panamericani | Caracas           | Getto del peso | Oro       | 19,34 m | Record dei Giochi Panamericani |
| 1987 | Giochi panamericani | Indianapolis      | Getto del peso | Argento   | 18,12 m |                                |